# آلکساندر شاگافیان
آلکساندر خاچاطوری شاگافیان (ارمنی: Ալեքսանդր Խաչատուրի Շագաֆյան زاده ۲۶ مارس ۱۹۰۸ - درگذشته ۲۷ اکتبر ۱۹۹۲) یک بازیگر اهل ارمنستان بود. وی از سال میلادی تاکنون مشغول فعالیت بوده است.

## زندگی‌نامه
وی در ۲۶ مارس ۱۹۰۸ در قارص به دنیا آمد .  وی همچنین برندهٔ جوایزی همچون هنرمند شایسته ارمنستان شوروی (۱۹۵۷) شده است. وی در ۲۷ اکتبر ۱۹۹۲ در سن ۸۴ سالگی درگذشت.